# Cinema Odéon

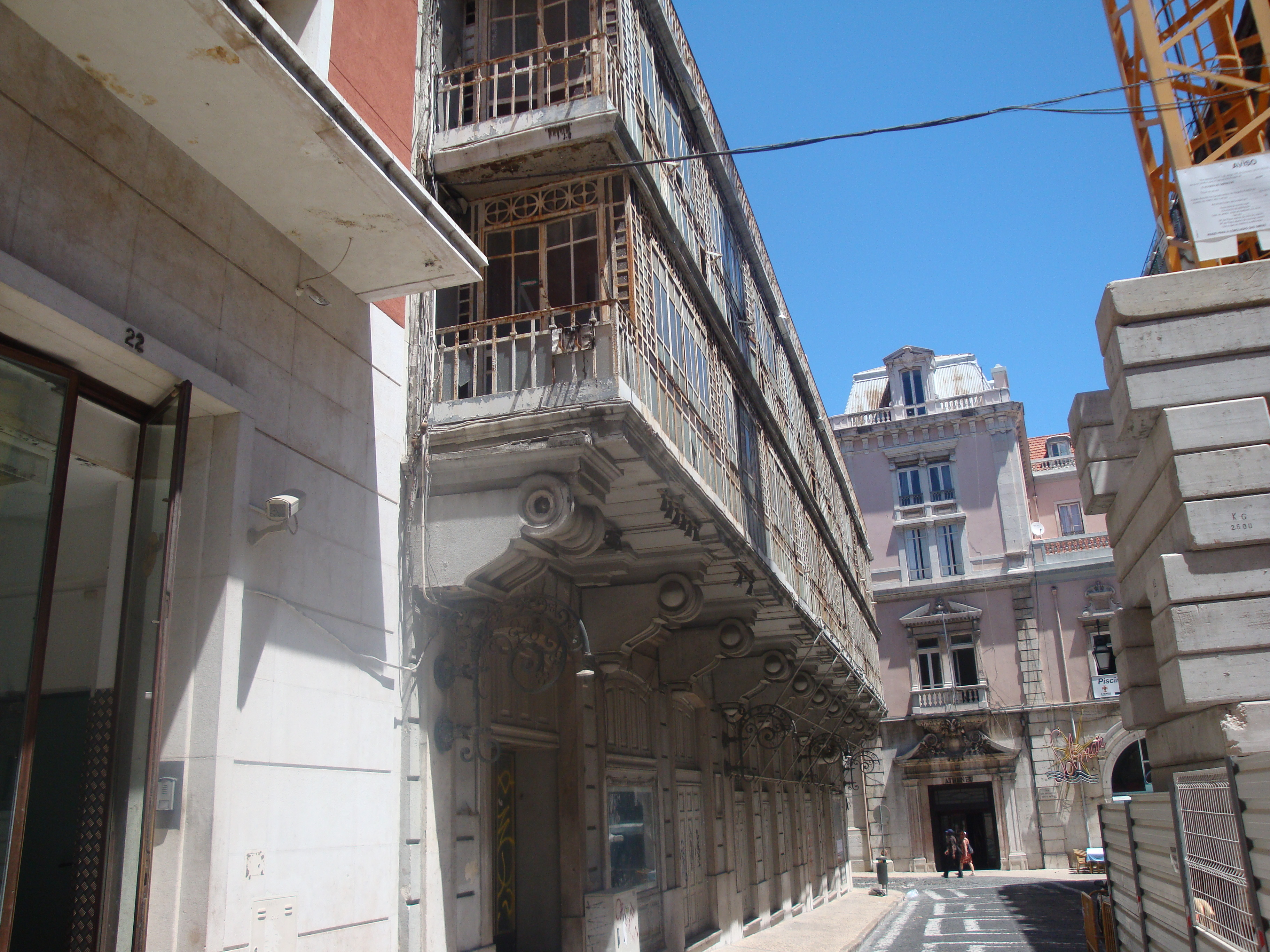
Blick in die Rua dos Condes, links das Cinema Odéon

Das Cinema Odéon ist ein ehemaliges Kino im Zentrum der portugiesischen Hauptstadt Lissabon. Es wurde an der Rua dos Condes in der Stadtgemeinde Santo António nach Plänen des Architekten Guilherme A. Soares errichtet und am 21. September 1927 eingeweiht.
Das Odeon ist die einzige Spielstätte in Lissabon, deren Architektur Anspielungen auf den Art déco zeigt. Es bot etwa 900 Zuschauern Platz. Seit seiner Schließung verfällt das Gebäude und steht seit Mitte der 1990er Jahre zum Verkauf.